# Nabaluia
Nabaluia – rodzaj roślin z rodziny storczykowatych (Orchidaceae). Obejmuje 3 gatunki, będące endemitami wyspy Borneo. Rośliny są epifitami i rosną na pniach oraz gałęziach drzew w górskich lasach na wysokościach od około 1450 m do 3150 m n.p.m.

## Morfologia
Korzenie czasami z kosmkami. Pseudobulwy proste i długie, rosnące blisko siebie. Kwiatostan prosty nierozgałęziony, z dużą liczbą kwiatów. Kwiaty rosnące zazwyczaj w dwóch rzędach, nie rozkwitające jednocześnie.

## Systematyka
Rodzaj sklasyfikowany do podplemienia Coelogyninae w plemieniu Arethuseae, podrodzina epidendronowe (Epidendroideae), rodzina storczykowate (Orchidaceae), rząd szparagowce (Asparagales) w obrębie roślin jednoliściennych.
W 2021 rodzaj został zakwalifikowany i przeniesiony do rodzaju Coelogyne.
Wykaz gatunków
- Nabaluia angustifolia de Vogel
- Nabaluia clemensii Ames
- Nabaluia exaltata de Vogel